# Jan Netopilík
Jan Netopilík (* 24. November 1936 in Tvrdonice; † 2. Februar 2022 in Bratislava, Slowakei) war ein tschechoslowakischer Leichtathlet.

## Leben
Jan Netopilík wurde 1954 tschechoslowakischer Jugendmeister im Weitsprung und wurde Dritter über 100 Meter. Im Herbst 1956 startete er erstmals für Spartak Hradec Králové und sprang erstmals mit einer Weite von 7,02 Metern über die 7 Meter hinaus. Ende der 1950er Jahre zog er nach Prag, wo er von 1957 und 1958 für Spartak Praha Sokolovo und von 1959 bis 1960 für TJ Dukla Praha startete. 1959 und 1960 wurde er tschechoslowakischer Meister im Weitsprung. Des Weiteren wurde er mit Vilém Mandlík, Václav Janeček und Jan Solčáni 1960 Meister über 4 × 100 Meter. Im gleichen Jahr konnte er den nationalen Weitsprung-Rekord dreimal verbessern (7,53 m, 7,56 m und 7,66 m).
Bei den Olympischen Spielen 1960 in Rom belegte er im Weitsprungwettkampf den 22. Platz. Darüber hinaus bestritt Netopilík zwischen 1958 und 1962 14 Länderkämpfe für die Tschechoslowakei.
Nach den Olympischen Spielen zog Netopilík nach Bratislava, wo seine Frau Libuše arbeitete. Nach seiner aktiven Laufbahn war er in der Slowakei als Trainer aktiv.